# Текле Гійоргіс I
Текле Гійоргіс I — негус Ефіопії з Соломонової династії. Був наймолодшим сином Йоганниса II і братом Текле Гайманота II.

## Життєпис
П'ять разів втрачав і знову здобував царський престол з моменту, коли його визволили з імператорської в'язниці та зробили негусом 1779 року. Він із самого початку правління проводив непопулярні реформи, тому у лютому 1784 року його усунув від влади військовий правитель (рас) провінції Годжам. Після цього Текле Гійоргіс був змушений тікати й переховуватись у раса Волде Селассіє.
Перш ніж Текле Гійоргіс повернув собі престол 24 квітня 1788 року, з'явились два претенденти на трон: Іясу та Баеда Мар'ям, яких підтримував рас Алі. До чергової втрати влади 26 липня 1789 року Текле Гійоргіс був одним з п'яти імператорів, що правили країною протягом одного року. Окрім вже перелічених ще були Текле Гайманот та Ізкеяс.
У січні 1794 Текле Гійоргіс завдав поразки силам раса Хайле Йосадіка та знову став імператором. Він вирушив на північний захід Бегемдеру, щоб отримати підтримку деджазмача Ґадлу, утім останній не зустрів негуса. Натомість Текле Гійоргіс отримав підтримку раса Алігаза, брата раса Алі, завдяки допомозі якого Текле Гійоргіс зумів утримати владу до 15 квітня 1795.
Вчетверте Текле Гійоргіс здійнявся на трон у грудні 1795 року й утримував його до 20 травня 1796. П'ятий та шостий періоди його правління тривали майже півтора року та менше місяця відповідно. Решту свого життя (з 1800 року) він прожив у провінції Тиграй.
Незважаючи на те, що імператорський трон не давав значних статків, Текле Гійоргіс продовжував запекло боротись за нього раз за разом. Очевидці вказують, що Текле Гійоргіс зустрічався з одним з расів в Аксумі 17 січня 1814, але рас відмовив колишньому правителю в допомозі, коли той знову намагався повернути собі владу.
Текле Гійоргіс помер власною смертю в Аксумі та був похований на цвинтарі храму Марії Сіонської.